# رابی-اسپیرز
رابی-اسپیرز (انگلیسی: Ruby-Spears) شرکت سرگرمی آمریکایی است، که در سال ۱۹۷۷ تأسیس شد.